# 本多忠真

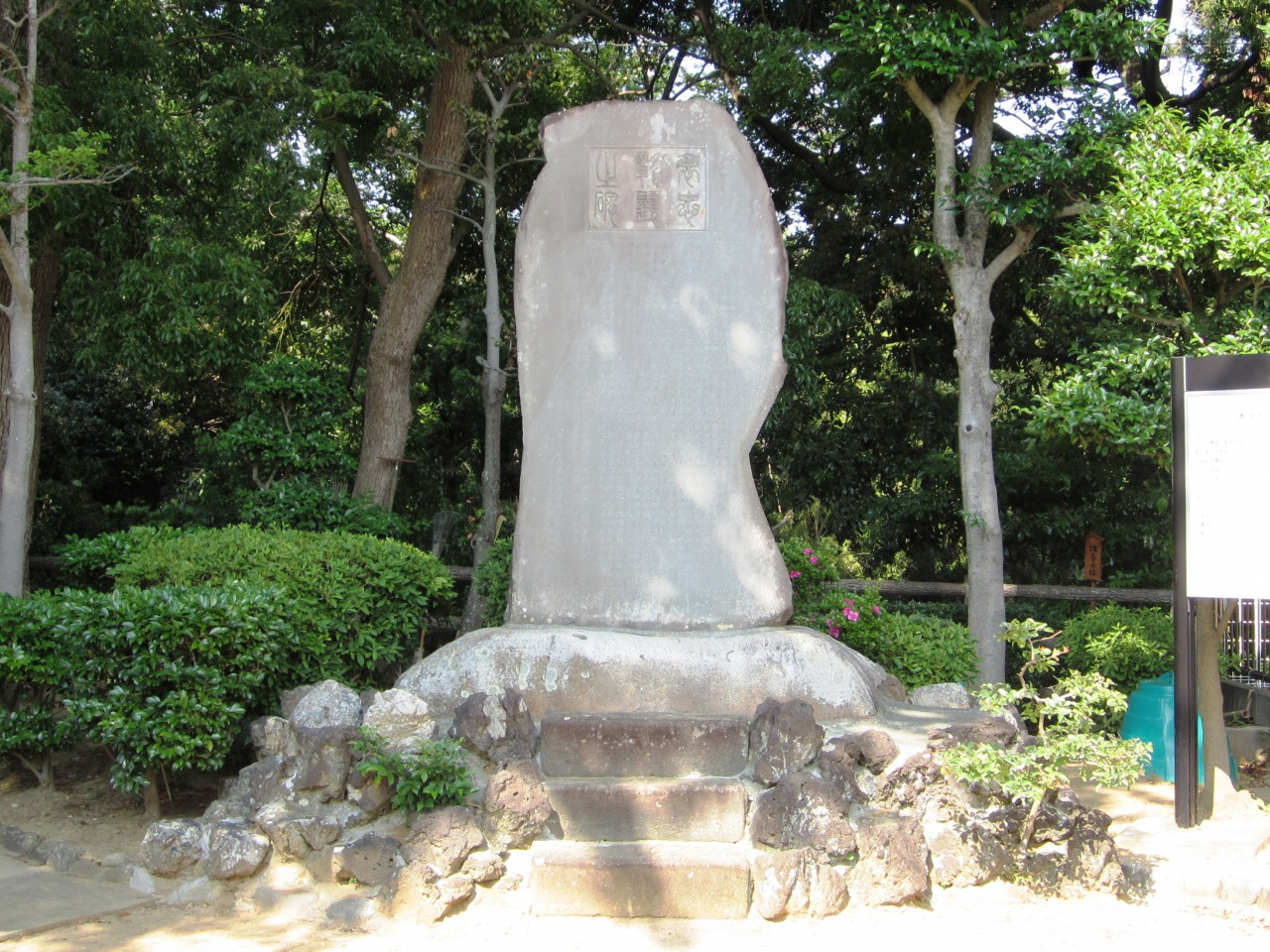
本多肥後守忠真顕彰碑（静岡県浜松市中区鹿谷町）

本多 忠真（ほんだ ただざね）は、戦国時代の三河国の武将。松平氏（徳川氏）の家臣。本多忠勝の叔父。

## 生涯
本多忠豊の次男として生まれる。兄に忠高がいる。槍の名手として知られる。
天文14年（1545年）の三河国安祥城攻め（第三次安祥合戦）において父・忠豊、天文18年（1549年）の安祥城攻め（第四次安祥合戦）で兄・忠高が討死すると、兄嫁とその子・鍋之助（のちの本多忠勝）を欠城（岡崎市欠町）に保護し、読み書きから武士としての心得など、甥の鍋之助を教育した。
永禄3年（1560年）、桶狭間の戦いの前哨戦である鷲津砦での攻防戦で、初陣の忠勝を補佐。この際、忠勝が織田方の武将・山崎多十郎に討ち獲られそうになったときに、槍を投げつけて窮地を救っている。その後も忠勝の補佐的な役割として、数々の合戦に従軍した。特に永禄4年（1561年）に尾張国石瀬で水野信元との合戦で戦功を立て、永禄6年（1563年）に三河一向一揆の際には家康方として岡崎城に赴いた。
元亀3年（1572年）12月、三方ヶ原の戦いで、退却の際に自ら殿（しんがり）を買って出て、旗指物を左右に突き刺し、追走する武田軍に斬り込み、討死した。
なお、忠真の嫡男であった菊丸は父の命で家康を援護しつつも無事に浜松城に退却出来たが、後に父を三河に葬ったあとに出家したと言われている。

## 登場する作品
- 『どうする家康』　(2023年、NHK大河ドラマ)　、演：波岡一喜